# Akito Tachibana
Akito Tachibana (橘 章斗 Tachibana Akito?, nacido el 13 de octubre de 1988 en Akashi, Hyogo) es un exfutbolista japonés. Jugaba de centrocampista y su último club fue el Shimizu S-Pulse de Japón.

## Trayectoria

### Clubes
| Club                | País  | Año         |
| ------------------- | ----- | ----------- |
| Shimizu S-Pulse     | Japón | 2011 - 2013 |
| Matsumoto Yamaga FC | Japón | 2012        |

## Estadística de carrera

### J. League
| Club                | Año   | J. League | J. League | Copa J. League | Copa J. League | Total | Total |
| Club                | Año   | Part.     | Goles     | Part.          | Goles          | Part. | Goles |
| ------------------- | ----- | --------- | --------- | -------------- | -------------- | ----- | ----- |
| Shimizu S-Pulse     | 2011  | 0         | 0         | 0              | 0              | 0     | 0     |
| Shimizu S-Pulse     | 2012  | 0         | 0         | 1              | 0              | 1     | 0     |
| Matsumoto Yamaga FC | 2012  | 1         | 0         | -              | -              | 1     | 0     |
| Shimizu S-Pulse     | 2013  | 0         | 0         | 0              | 0              | 0     | 0     |
| Total               | Total | 1         | 0         | 1              | 0              | 2     | 0     |